# Pinkin de Corozal 2010
Questa voce raccoglie le informazioni riguardanti le Pinkin de Corozal nella stagione 2010.

## Organigramma societario
Area direttiva
- Presidente: Juan Berríos

Area tecnica
- Allenatore: Luis Enrique Ruíz
- Assistente allenatore: Jorge Pérez

## Rosa
| N° | Nome               | Ruolo | Data di nascita   | Nazionalità sportiva |
| -- | ------------------ | ----- | ----------------- | -------------------- |
| 1  | Kristee Porter     | S     | 5 luglio 1980     | Stati Uniti          |
| 1  | Christal Morrison  | S     | 23 settembre 1985 | Stati Uniti          |
| 2  | Karla Laviera      | L     | -                 | Porto Rico           |
| 3  | Pamela Cartagena   | L     | 5 febbraio 1987   | Porto Rico           |
| 4  | Vilmarie Mojica    | P     | 13 agosto 1985    | Porto Rico           |
| 5  | Ivonessa García    | C     | 11 dicembre 1985  | Porto Rico           |
| 6  | Wendy Colón        | P     | -                 | Porto Rico           |
| 9  | Jessica Candelario | C     | 2 novembre 1987   | Porto Rico           |
| 10 | Darangelyss Yantín | C     | 8 luglio 1985     | Porto Rico           |
| 11 | Kaitlin Sather     | S     | 1º aprile 1987    | Stati Uniti          |
| 11 | Vanessa Vélez      | S/O   | 29 agosto 1986    | Porto Rico           |
| 12 | Gelymar Rodríguez  | S     | 26 giugno 1992    | Porto Rico           |
| 13 | Winna Pellot       | L     | -                 | Porto Rico           |
| 14 | Yamileska Yantín   | S/O   | 9 aprile 1984     | Porto Rico           |
| 15 | Daniela Bertrán    | S     | 29 gennaio 1986   | Porto Rico           |
| 15 | Heather Hughes     | S/O   | 22 giugno 1986    | Stati Uniti          |
| 15 | Shonda Cole        | S/O   | 21 giugno 1985    | Stati Uniti          |
| 16 | Génesis Collazo    | S/O   | 4 ottobre 1992    | Porto Rico           |
| 18 | Destinee Hooker    | S/O   | 7 settembre 1987  | Stati Uniti          |

## Statistiche

### Statistiche di squadra
| Competizione | Punti | In casa | In casa | In casa | In trasferta | In trasferta | In trasferta | Totale | Totale | Totale |
| Competizione | Punti | G       | V       | P       | G            | V            | P            | G      | V      | P      |
| ------------ | ----- | ------- | ------- | ------- | ------------ | ------------ | ------------ | ------ | ------ | ------ |
| LVSF         | 32    | -       | -       | -       | -            | -            | -            | 36     | 23     | 13     |
| Totale       | -     | -       | -       | -       | -            | -            | -            | 36     | 23     | 13     |

G = partite giocate; V = partite vinte; P = partite perse